# 90 minut do katastrofy
90 minut do katastrofy (niem. Crashpoint – 90 Minuten bis zum Absturz) – niemiecki film katastroficzny w reżyserii Thomasa Jaucha, którego premiera odbyła się w 2009 roku. W Polsce film miał premierę 19 grudnia 2010 roku w stacji telewizyjnej TVN.

## Obsada
- Peter Haber: Michael Winkler
- Maximilian von Pufendorf: Niclas Sedlaczek
- Hannes Jaenicke: Ralf Moldau
- Bernadette Heerwagen: Nina
- Devid Striesow: Lars Jensen
- Julia Hartmann: Mira
- Ulrike C. Tscharre: Anna Borger
- Tobias Oertel: Klaus Borger
- Horst Sachtleben: Heinz Peucker
- Michael A. Grimm: Hub
- Petra Kelling: Elisabeth Peucker
- Gerald Alexander Held: Zimmer
- Wanda Badwal: Steffi
- Mirko Lang: Boris
- Till Trenkel: Marcus

## Fabuła
Samolot pilotowany przez pilota Niclasa Sedlaczka (Maximilian von Pufendorf) miał lecieć z Nicei do Monachium (lot EA 714). Na pokładzie jest 87 pasażerów. Tuż po starcie zderza się z małym samolotem transportowym. Początkowo samolot porusza się lotem wznoszącym. Z uszkodzonymi sterami maszyna zmierza wprost w kierunku Berlina, a władze państwowe zastanawiają się nad jego zestrzeleniem.